# برويز كوزه كناني
برويز كوزه كناني (بالفارسية: پرویز کوزه کنانی)، هو لاعب كرة قدم إيراني سابق ومركزه مهاجم، لعب مع منتخب بلاده لدورة الألعاب الآسيوية سنة 1951م، حيث حصل وزملائه على الوصافة. احترف في ألمانيا ولعب مع نادي باير ليفركوزن وكولن الألمانيتين، كما لعب مع نادي تاج الإيراني.